# إستفان غيكسي
إستفان غيكسي (بالمجرية:István Géczi)، من مواليد 13 يونيو 1944 ، لاعب كرة قدم هنغاري سابق.
لعب مع منتخب هنغاريا لكرة القدم.

## مسيرته الكروية
لعب إستفان غيكسي خلال مسيرته الاحترافية مع نادِ واحدٍ في 15 موسمًا ولم سجل خلالها أي هدف ضمن 303 مباراة. حيث فاز في 3 مواسم بالكأس و5 مواسم بالدوري.
خاض إستفان غيكسي مسيرته مع نادي فيرينتسفاروشي في موسم 1962–63 ليلعب معه خمسة عشر موسمًا، مشاركًا في 303 مباراة ولم يسجل أي هدف.

## روابط خارجية
- إستفان غيكسي على موقع الاتحاد الدولي (مؤرشف)  (الإنجليزية)
- إستفان غيكسي على موقع قاعدة بيانات كرة القدم.إي يو (الإنجليزية)
- إستفان غيكسي على موقع ناشيونال فوتبول تيمز (الإنجليزية)
- إستفان غيكسي على موقع عالم كرة القدم.نت (الإنجليزية)
- إستفان غيكسي على موقع اللجنة الأولمبية الدولية (الإنجليزية)
- إستفان غيكسي على موقع أوليمبيديا (الإنجليزية)
- إستفان غيكسي على موقع اللجنة الأولمبية المجرية (الهنغارية)